# Де-Лір
Де-Лір (нід. De Lier, нід. вимова: [də ˈliːr]) — село в нідерландській провінції Південна Голландія. Входить до муніципалітету Вестланд.
Його площа становить 8,92 км².
До початку 2004 року мало статус окремого муніципалітету.

## Галерея

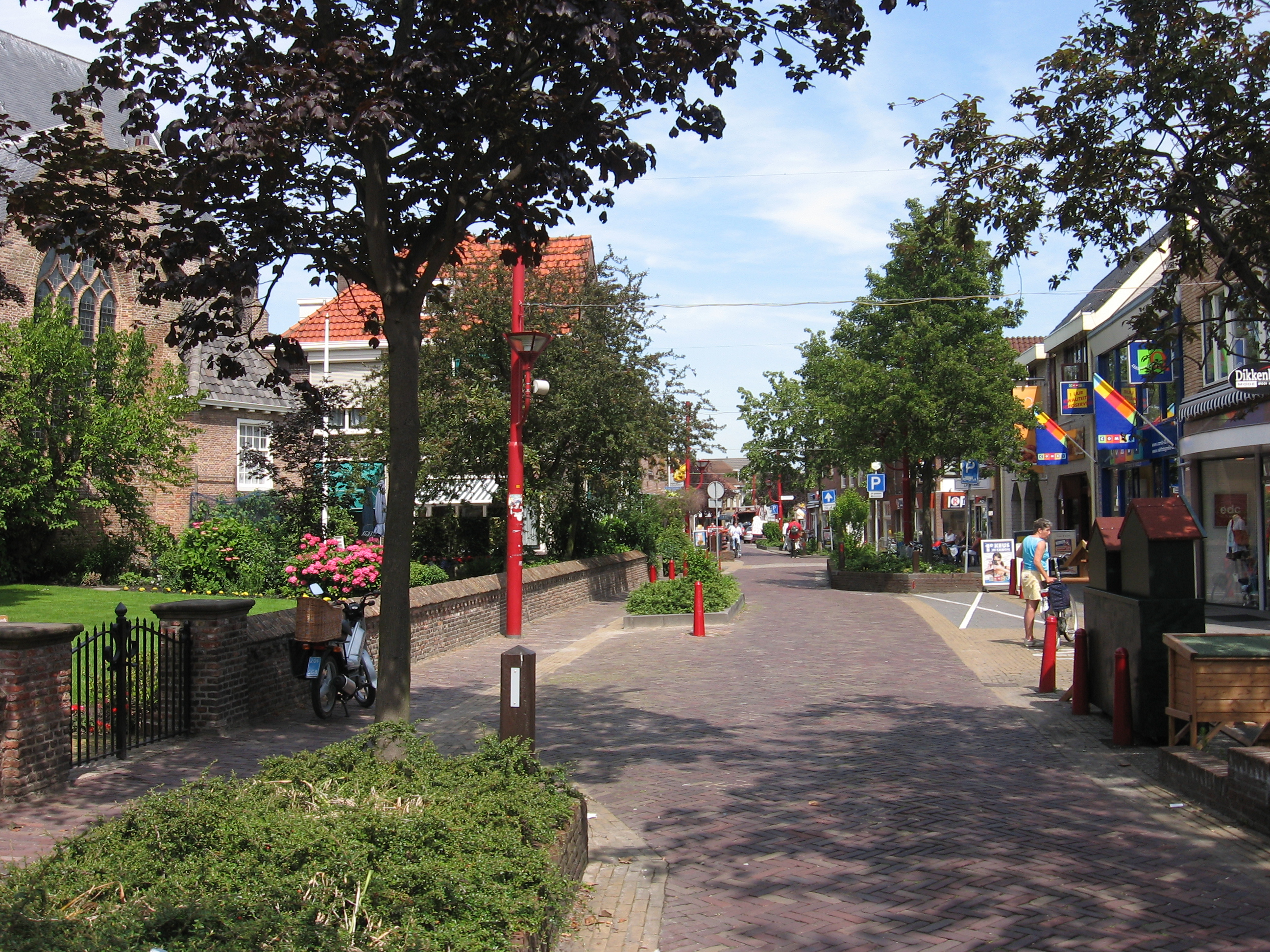
Центральна вулиця села
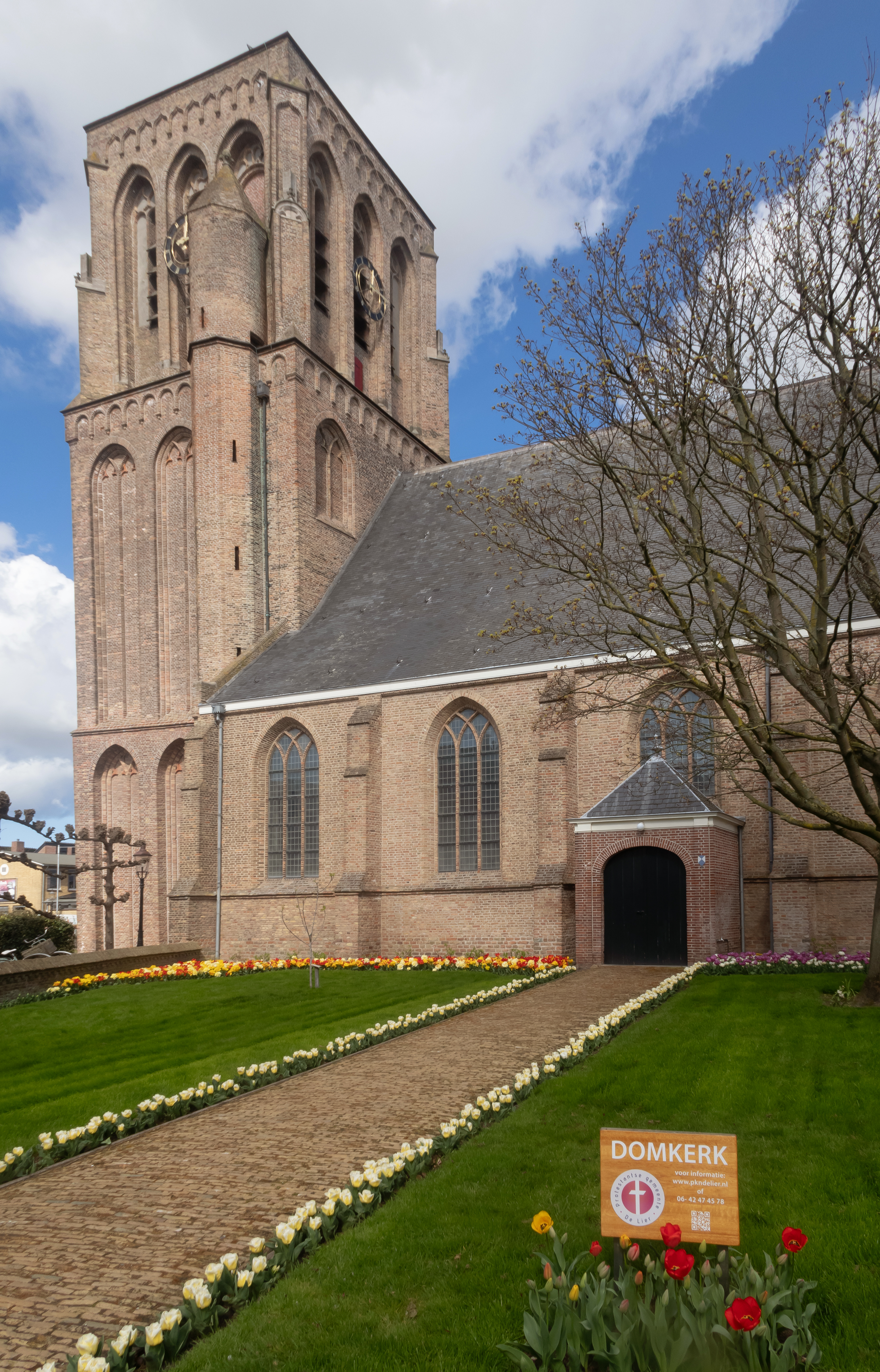
Башта у селі